# 4 mars
Pour les articles homonymes, voir Quatre-Mars.
4 février 4 avril
Chronologies thématiques
- Croisades
- Ferroviaires
- Sports
- Disney
- Anarchisme
- Catholicisme

Abréviations / Voir aussi
- (° 1852) = né en 1852
- († 1885) = mort en 1885
- a.s. = calendrier julien
- n.s. = calendrier grégorien
- Calendrier
- Calendrier perpétuel
- Liste de calendriers
- Naissances du jour

Le 4 mars est le 63e jour, moins souvent le 64e, de l'année du calendrier grégorien ; il en reste ensuite 302.
C'était généralement le 14e jour du mois de ventôse dans le calendrier républicain / révolutionnaire français officiellement dénommé jour du vélar (une plante).

## Événements

### IXesiècle
- 852 : première mention du mot « Croatie » dans un édit de Trpimir de l'État croate médiéval.

### XIIesiècle
- 1152 : Frédéric Barberousse est élu Empereur romain germanique.

### XIVesiècle
- 1351 : Ramathibodi Ier devient roi d'Ayutthaya.
- 1386 : Ladislas II Jagellon devient roi de Pologne.

### XVesiècle
- 1461 : Édouard IV devient roi d'Angleterre.

### XVIesiècle
- 1513 : Piła obtient le droit de Magdebourg du roi de Pologne Sigismond Ier.
- 1590 : prise de Bréda pendant la guerre de Quatre-Vingts Ans.

### XVIIesiècle
- 1665 : début de la deuxième guerre anglo-néerlandaise.
- 1681 : Le roi d'Angleterre Charles II octroie un vaste territoire en Amérique à William Penn par une charte.

### XVIIIesiècle
- 1776 : l'Armée continentale de George Washington fortifie Dorchester Heights afin de mettre fin au siège de Boston pendant la guerre d'indépendance américaine.
- 1789 : première session du Congrès américain, qui déclare l'entrée en vigueur de la Constitution des États-Unis.
- 1790 : la création des départements français est effective.
- 1791 : le Vermont rejoint les États-Unis.
- 1797 : John Adams devient le 2e président des États-Unis.

### XIXesiècle
- 1801 : Thomas Jefferson devient le 3e président des États-Unis.
- 1803 : création du Septième district congressionnel de Caroline du Sud.
- 1817 : James Monroe devient le 5e président des États-Unis.
- 1825 : John Quincy Adams devient le 6e président des États-Unis.
- 1829 : Andrew Jackson devient le 7e président des États-Unis.
- 1831 : Loi durcissant l'interdiction de la traite des Noirs en France.
- 1837 : Martin Van Buren devient le 8e président des États-Unis.
- 1843 : création du Sixième district congressionnel de l'Illinois.
- 1845 : James Knox Polk devient le 11e président des États-Unis.
- 1848 :
  - décret préparatoire à la seconde abolition de l'esclavage en France par Victor Schœlcher, qui aura lieu le 27 avril.
  - Charles Albert, roi de Sardaigne, proclame une Constitution pour le Piémont et la Sardaigne.
- 1849 : Zachary Taylor devient le 12e président des États-Unis.
- 1853 : Franklin Pierce devient le 14e Président des États-Unis.
- 1857 :
  - James Buchanan devient le 15e président des États-Unis.
  - signature du traité de Paris, mettant fin à la guerre anglo-perse.
- 1861 : Abraham Lincoln devient le 16e président des États-Unis.
- 1869 : Ulysse Grant devient le 18e président des États-Unis.
- 1877 : Rutherford Birchard Hayes devient le 19e président des États-Unis.
- 1881 : James Abram Garfield devient le 20e président des États-Unis.
- 1885 : Grover Cleveland devient le 22e président des États-Unis.
- 1889 : Benjamin Harrison devient le 23e président des États-Unis.
- 1893 : Grover Cleveland devient le 24e président des États-Unis.
- 1897 : William McKinley devient le 25e président des États-Unis.

### XXesiècle
- 1909 : William Howard Taft devient le 27e président des États-Unis.
- 1913 : Woodrow Wilson devient le 28e président des États-Unis.
- 1919 : fondation de la Troisième Internationale (Komintern).
- 1921 : Warren Gamaliel Harding devient le 29e président des États-Unis.
- 1929 : Herbert Hoover devient le 31e Président des États-Unis.
- 1933 : Franklin Roosevelt devient le 32e président des États-Unis et lance le New Deal.
- 1941 : opération Claymore sur les îles Lofoten, pendant la Seconde Guerre mondiale.
- 1946 :
  - Harry S. Truman, président des États-Unis adopte la directive du 4 mars 1946 créant le projet « Opération Paperclip ».
  - résolution 69 du Conseil de sécurité des Nations unies sur l'admission d'Israël comme nouveau membre.
- 1957 : les armoiries du Ghana sont octroyées par la reine Élisabeth II.
- 1960 : explosion du cargo français La Coubre dans le port de La Havane
- 1964 : envoi de l'UNFICYP à Chypre.
- 1970 : le sous-marin français Eurydice coule au large de Saint-Tropez.
- 1974 : Harold Wilson devient Premier ministre du Royaume-Uni.
- 1975 : un commando du Fatah attaque un hôtel de Tel-Aviv.
- 1977 : suppression définitive de la Mississippi State Sovereignty Commission.
- 1980 : au Zimbabwe, victoire électorale de Robert Mugabe.
- 1992 : dissolution du Front islamique du salut (FIS) en Algérie.

### XXIesiècle
- 2002 : Ibrahim Rugova est élu président du Kosovo.
- 2007 : l'accord de Ouagadougou est signé par le président ivoirien Laurent Gbagbo, le chef des Forces nouvelles Guillaume Soro et le président burkinabè Blaise Compaoré.
- 2013 : l’embuscade d'Akachat est un assaut contre un convoi de l'armée syrienne.
- 2016 : au Samoa, le Premier ministre Sailele Malielegaoi, remporte les élections législatives.
- 2018 :
  - en Italie, le Mouvement 5 étoiles de Luigi Di Maio arrive en tête aux élections générales, qui ne dégagent cependant aucune majorité au Parlement.
  - au Salvador, les élections législatives voient la victoire de l'ARENA à l'Assemblée législative.

## Arts, culture et religion
- 1853 : rétablissement de la hiérarchie épiscopale aux Pays-Bas permise par l'adoption de la Constitution du royaume des Pays-Bas de 1848.
- 1877 : création du ballet Le Lac des cygnes de Piotr Ilitch Tchaïkovski.
- 1878 : rétablissement de la hiérarchie épiscopale en Écosse, le vicariat apostolique devient l'archidiocèse de Saint Andrews et Édimbourg.
- 1922 : première projection de Nosferatu le vampire.
- 1989 : Première diffusion de la série d'animation Tic et Tac, les rangers du risque aux États-Unis sur Disney Channel.
- 2018 : à la 90e cérémonie des Oscars, La Forme de l'eau remporte l’Oscar du meilleur film et Coco celui d'animation, tandis que Frances McDormand gagne celui de la meilleure actrice, Gary Oldman celui du meilleur acteur, et Guillermo del Toro celui du meilleur réalisateur.

## Sciences et techniques
- 2019 : la revue Natural Structural and Molecular Biology annonce la découverte d'un anticorps capable de lutter efficacement contre les trois souches du virus Ebola touchant l'être humain[1].

## Économie et société
- 1824 : fondation de la Royal National Lifeboat Institution.
- 1938 : le premier forage fructueux de pétrole du puits Dammam no 7 va profondément bouleverser l'économie de l'Arabie Saoudite.
- 1957 : création de l’indice boursier S&P 500.
- 1977 : séisme de Vrancea.
- 2000 : sortie japonaise de la console PlayStation 2 de Sony[2].
- 2024 : en France, le Congrès du Parlement vote pour l'inscription « d'une liberté garantie » de recourir à l'IVG dans la Constitution[3].

## Naissances

### XIIesiècle
- 1188 : Blanche de Castille, reine de France par mariage « puis veuvage », mère, régente puis représentante du futur roi Louis IX pendant son absence pour la septième croisade et sa captivité au « Proche-Orient » († 27 novembre 1252).

### XIVesiècle
- 1394 : Henri le Navigateur, prince de Portugal († 13 novembre 1460).

### XVesiècle
- 1418 : Benedetto Dei, poète et un historien italien († 28 août 1498).
- 1484 : Georges Ier de Brandebourg-Ansbach, margrave de Brandebourg-Ansbach et de Brandebourg-Bayreuth († 27 décembre 1543).
- 1492 : Francesco Layolle, compositeur et organiste florentin († 1540).

### XVIesiècle
- 1502 : Élisabeth de Hesse (1502-1557), princesse hessoise devenue par mariage princesse consort de Saxe († 6 décembre 1557).
- 1503 : Élisabeth de Hesse (1503-1563), landgravine de Hesse († 4 janvier 1563).
- 1526 : Henry Carey (1er baron Hunsdon), aristocrate anglais († 23 juillet 1596).
- 1537 : Ming Muzong, douzième empereur chinois de la dynastie Ming († 5 juillet 1572).
- 1545 : Magnus Heinason, héros naval, un commerçant et un corsaire féroïen († 18 janvier 1589).
- 1553 : Giovanni Battista Bassano, peintre maniériste italien († 9 mars 1613).
- 1561 : Ii Naomasa, général du daimyo et plus tard shogun Tokugawa Ieyasu († 24 mars 1602).

### XVIIesiècle
- 1602 : Kanō Tan'yū, peintre japonais († 4 novembre 1674).
- 1606 : Erasmo Bartoli, compositeur, organiste et pédagogue italien († 15 juillet 1656).
- 1610 : William Dobson, portraitiste britannique († 28 octobre 1646).
- 1618 : Georges de Nassau-Dillenbourg, prince de Nassau-Dillenbourg († 19 mai 1656).
- 1634 : Kazimierz Łyszczyński, philosophe polonais († 30 mars 1689).
- 1639 : Henri de Barillon, prélat français, évêque de Luçon († 6 mai 1699).
- 1651 : John Somers, homme d'État et écrivain anglais († 26 avril 1716).
- 1658 : François de Mailly, prélat français († 13 septembre 1721).
- 1659 : Pierre Lepautre, sculpteur français († 22 janvier 1744).
- 1664 : François-Amédée Milliet d’Arvillars, archevêque de Moûtiers-Tarentaise, comte de Tarentaise et du Saint-Empire († 28 août 1744).
- 1668 : Jean Louail, théologien français († 3 mars 1724).
- 1678 : Antonio Vivaldi, compositeur italien († 28 juillet 1741).
- 1679 : Pierre Benomont, chirurgien français († 21 juin 1772).
- 1684 : Sante Veronese, cardinal italien († 24 septembre 1759).
- 1691 : Pierre-Herman Dosquet, ecclésiastique français († 4 mars 1777).
- 1700 : Louis-Auguste de Bourbon, militaire français († 1er octobre 1755).

### XVIIIesiècle
- 1702 : Jack Sheppard, criminel britannique († 16 novembre 1724).
- 1728 : Jacques Antoine Deschamps de La Varenne, militaire français († 7 janvier 1807).
- 1729 : Anne Claude Louise d'Arpajon, aristocrate française, duchesse de Noailles († 27 juin 1794)
- 1741 : Casimiro Gómez de Ortega, botaniste espagnol († 30 août 1818).
- 1743 : Joseph Pisani de la Gaude, prélat français († 23 février 1826).
- 1745 :
  - Pierre Michel, avocat, un magistrat et un homme politique français († 16 septembre 1838).
  - Kazimierz Pułaski, militaire polonais († 11 octobre 1779).
- 1756 : Henry Raeburn, portraitiste écossais († 8 juillet 1823).
- 1765 : Claire Lacombe, actrice, militante révolutionnaire et féministe française († 2 mai 1826).
- 1767 : Jacques Casimir Jouan, militaire français († 7 mars 1847).
- 1769 : Méhémet Ali, vice-roi d'Égypte († 2 août 1849).
- 1771 : Mathieu de Lesseps, diplomate français († 28 décembre 1832).
- 1776 : Marc François Jérôme Wolff, militaire français († 24 octobre 1848).
- 1786 : Amédée Despans-Cubières, militaire et homme politique français († 6 août 1853).
- 1788 : François-Joseph Cazin, médecin français († 27 juin 1864).
- 1790 : Mathias Stinnes, industriel allemand († 16 avril 1845).
- 1796 : Casimir de Scorbiac, ecclésiastique, prêtre, missionnaire et éducateur français  († 1er octobre 1846).
- 1800 : Wilhelm Brücke, peintre prussien († 1er avril 1874).

### XIXesiècle
- 1803 : Seth Weeks, dernier survivant du naufrage de l'Essex († 12 septembre 1887)
- 1808 : Théodore Dézamy, théoricien socialiste français († 24 juillet 1850).
- 1817 : John Bost, homme d'église suisse († 1er novembre 1881).
- 1822 : Jules Antoine Lissajous, physicien français († 24 juin 1880).
- 1828 : Elisha F. Paxton, avocat et général dans l'Armée confédérée américaine († 3 mai 1863).
- 1829 : Émile Carré, goguettier, poète et chansonnier français († 1er septembre 1892)
- 1847 :
  - Karl Josef Bayer, chimiste autrichien († 22 octobre 1904).
  - Domenico Ferrata, prélat italien († 10 octobre 1914).
- 1867 : Alfred Marzolff, médailleur français († 4 mai 1936).
- 1869 : Brand Whitlock, écrivain politique américain († 24 mai 1934).
- 1871 : Rodolphe Bringer, homme de lettres français († 3 mai 1943).
- 1872 : Louis Forest, homme politique, journaliste, essayiste, dramaturge et romancier français († 30 juin 1933).
- 1875 : Henri Duvernois, homme de lettres français († 30 janvier 1937).
- 1876 :
  - Léon-Paul Fargue, homme de lettres français († 24 novembre 1947).
  - Victor Lelièvre, prêtre prédicateur québécois d’origine française († 29 novembre 1956).
- 1878 : Takeo Arishima, homme de lettres japonais († 9 juin 1923).
- 1879 : Bernhard Kellermann, écrivain allemand († 17 octobre 1951).
- 1881 : 
  - Moncef Bey, bey de Tunis de 1942 à 1943 († 1er septembre 1948).
  - Armand-Hippolyte d'Orchymont, entomologiste belge († 9 février 1947).
- 1882 : Nicolae Titulescu, diplomate et homme politique roumain († 17 mars 1941).
- 1887 : Josef Bartoš, musicographe tchèque († 27 octobre 1952).
- 1889 :
  - Jean-Gabriel Domergue, peintre français († 16 novembre 1962).
  - Pearl White, actrice américaine († 4 août 1938).
- 1891 :
  - René Barbier, escrimeur français († 9 mars 1966).
  - Loïs Wilson, activiste américaine, cofondatrice d'Al-Anon († 6 octobre 1988).
- 1895 : Édouard Baumann, footballeur français († 12 avril 1985).
- 1897 : Hermann Niehoff, général d'infanterie allemand pendant la Seconde Guerre mondiale († 5 novembre 1980).
- 1898 : Georges Dumézil, linguiste et académicien français († 11 octobre 1986).
- 1899 : Liana Del Balzo, actrice italienne († 26 mars 1982).

### XXesiècle
- 1901 : Simone Routier, poète québécoise († 6 novembre 1987).
- 1904 : 
  - Jean Giraudy, avocat français et pionnier de la publicité († 14 février 2001).
  - Suceso Portales, militante féminine espagnole († 23 janvier 1999).
- 1907 :
  - René Roger, as aérien français de la Seconde Guerre mondiale († 3 septembre 1991).
  - Joaquim Serra, compositeur espagnol († 17 novembre 1957).
  - Leopoldo Valentini, acteur italien († 26 janvier 1983).
- 1908 : Otto Erich Kahn, nazi allemand impliqué dans le massacre d'Oradour-sur-Glane († 1977).
- 1910 : Tancredo Neves, homme politique brésilien († 21 avril 1985).
- 1911 : 
  - Giulio Cappelli, footballeur et entraîneur italien († 16 décembre 1995).
  - Charles Greville, pair britannique († 20 janvier 1984).
  - Anton Seelos, skieur alpin autrichien († 1er juin 2006).
- 1912 : Roland Kuhn, psychiatre suisse († 10 octobre 2005).
- 1913 :
  - Taos Amrouche, femme de lettres algérienne († 2 avril 1976).
  - John Garfield, acteur américain († 21 mai 1952).
  - Claude Génia, actrice française d'origine russe († 18 mai 1979).
  - Ginette Hamelin, résistante française († 14 octobre 1944 en déportation).
- 1914 :
  - Gino Colaussi, footballeur italien († 27 juillet 1991).
  - Robert R. Wilson, physicien américain († 16 janvier 2000).
- 1915 : László Csizsik-Csatáry, criminel de guerre nazi († 10 août 2013).
- 1916 : William Alland, homme de cinéma américain († 11 novembre 1997).
- 1918 : Margaret Osborne duPont, joueuse de tennis américaine († 24 octobre 2012).
- 1920 : Jean Lecanuet, homme politique français († 22 février 1993).
- 1921 :
  - Ginette Baudin, actrice française († 26 mars 1971).
  - Joan Greenwood, actrice britannique († 27 février 1987).
- 1922 : Xenia Stad-de Jong, athlète néerlandaise, spécialiste du sprint († 3 avril 2012).
- 1923 :
  - Angel Alonso, peintre français († 20 décembre 1994).
  - Patrick Moore, astronome amateur et présentateur de télévision britannique († 9 décembre 2012).
  - Piero D'Inzeo, cavalier italien († 13 février 2014).
- 1925 :
  - Edmond Abelé, prélat français († 27 septembre 2017).
  - Philippe Dumat, acteur français († 10 janvier 2006).
  - Paul Mauriat, chef d'orchestre français († 3 novembre 2006).
- 1926 : Michel de Bourbon-Parme, militaire, coureur automobile et homme d’affaires français († 7 juillet 2018).
- 1927 :
  - Thayer David, acteur américain († 17 juillet 1978).
  - Jacques Dupin, homme de lettres français († 27 octobre 2012).
  - Robert M. Miller, vétérinaire et comportementaliste équin américain, cofondateur du Light Hands Horsemanship[4].
  - Dick Savitt, joueur de tennis américain.
- 1928 :
  - Geneviève Aubry, femme politique suisse.
  - Alan Sillitoe, homme de lettres britannique († 25 avril 2010).
- 1929 :
  - Bernard Haitink, chef d'orchestre néerlandais († 21 octobre 2021).
  - Léonard Keigel (Léonard Chosidow dit), réalisateur français († 30 janvier 2020).
  - Paolo Noël, chanteur et acteur québécois. († 17 avril 2022).
- 1930 : François Ludo, footballeur français († 29 juin 1992).
- 1931 :
  - Bob Johnson, entraîneur américain de hockey sur glace († 26 novembre 1991).
  - William Henry Keeler, cardinal américain († 23 mars 2017).
- 1932 : Miriam Makeba, chanteuse sud-africaine († 9 novembre 2008).
- 1933 :
  - John Ciaccia, homme politique québécois († 7 août 2018).
  - Jean-Pierre Ferrière, homme de lettres et de cinéma français.
  - Jacques Julliard, journaliste et essayiste français.
  - Nino Vaccarella, pilote de Formule 1 et d'endurance italien († 23 septembre 2021).
  - Louis Viannet, syndicaliste français († 22 octobre 2017).
- 1934 :
  - Guy Kédia, journaliste sportif français d'origine géorgienne († 23 juillet 2016).
  - Barbara McNair, actrice américaine († 4 février 2007).
- 1935 : Kazimierz Paździor, boxeur polonais, champion olympique († 24 juin 2010).
- 1936 : 
  - Jim Clark, pilote de F1 britannique († 7 avril 1968).
  - René Robert, photographe franco-suisse spécialisé en flamenco († 20 janvier 2022).
- 1937 : Barney Wilen, musicien franco-américain († 25 mai 1996).
- 1938 :
  - Alpha Condé, président de la République de Guinée déchu.
  - Paula Prentiss, actrice américaine.
- 1939 : 
  - Pierre Buraglio, peintre, dessinateur et lithographe français.
  - Sandra Reynolds, joueuse de tennis sud-africaine.
- 1940 : Vladimir Morozov, kayakiste soviétique, triple champion olympique.
- 1941 :
  - Richard Benjamin Harrison, homme d'affaires américain connu avec l'émission Pawn Stars, les rois des enchères († 25 juin 2018).
  - Adrian Lyne, réalisateur et producteur britannique.
- 1943 :
  - Abdelfattah Amor (عبد الفتاح عمر), juriste et universitaire tunisien († 2 janvier 2012).
  - Jean-Claude Vannier, auteur-compositeur-interprète et arrangeur musical français.
- 1944 :
  - Alfredo Arias, metteur en scène, comédien et dramaturge franco-argentin.
  - André Betta, footballeur français.
  - Bobby Womack, chanteur, guitariste et compositeur américain († 27 juin 2014).
- 1946 : Dario José dos Santos, footballeur brésilien.
- 1947 :
  - Nicole Calfan, actrice française.
  - Jan Garbarek, musicien norvégien.
  - Serge Papagalli, auteur, metteur en scène et comédien français.
- 1948 :
  - Loïc Caradec, skipper français et breton († 14 novembre 1986 disparu en course en mer).
  - James Ellroy, écrivain américain.
  - Jacques Gillot, homme politique français.
  - Miroslaw Kužela, peintre naïf tchécoslovaque né à Brno le 4 mars 1948[5]
  - Chris Squire, bassiste britannique du groupe Yes († 28 juin 2015).
- 1949 : Francisco Ruiz Miguel, matador espagnol.
- 1951 :
  - Edelgard Bulmahn, femme politique allemande.
  - Kenny Dalglish, footballeur écossais.
  - Dominique Duforest, dirigeant français des radios NRJ, RMC, RTL2 ou Rire et Chansons.
  - Pete Haycock, guitariste britannique († 30 octobre 2013).
  - Chris Rea, auteur-compositeur-interprète britannique.
  - Glenis Willmott, députée européenne britannique.
- 1952 :
  - Serge Fiori, auteur-compositeur et interprète québécois du groupe Harmonium.
  - Umberto Tozzi, chanteur et compositeur italien.
- 1953 :
  - Rose Laurens, chanteuse française († 30 avril 2018).
  - Kay Lenz, actrice américaine.
- 1954 :
  - François Fillon, homme politique français.
  - Catherine O'Hara, actrice canadienne.
  - Yvan Lachaud, homme politique français.
- 1955 :
  - Dominique Pinon, acteur français.
  - James Weaver, pilote d'endurance britannique.
- 1956 : Philippe Mahut, footballeur professionnel français († 8 février 2014).
- 1958 : Patricia Heaton, actrice américaine.
- 1959 : Irina Strakhova, athlète russe spécialiste de la marche athlétique.
- 1960 :
  - Fabienne Amiach, animatrice de télévision française.
  - Thierry Pastor, chanteur français
  - Blandine Pélissier, actrice française.
  - Pierre Poirier, auteur, scénariste et animateur de télévision québécois.
- 1961 : Sabine Everts, athlète ouest-allemande spécialiste du saut en longueur et de l'heptathlon.
- 1962 : 
  - Philippe Sokazo, peintre franco-canadien.
  - Ulrich Papke, céiste allemand, champion olympique.
- 1963 :
  - Jason Newsted, bassiste de rock américain du groupe Metallica.
  - Thierry Perreux, joueur de handball français.
- 1965 : Iouri Lontchakov, cosmonaute russe.
- 1966 : Dav Pilkey, écrivain américain.
- 1967 : Jonas Edman, tireur sportif suédois, champion olympique.
- 1968 :
  - Dionna Harris, joueuse de softball américaine.
  - Patsy Kensit (Patricia Jude Francis Kensit dite), actrice et chanteuse anglaise.
  - James Lankford, homme politique américain.
  - Dinky Van Rensburg, joueuse de tennis sud-africaine.
- 1969 :
  - Pierluigi Casiraghi, footballeur italien.
  - Frédéric Encel, essayiste et géopolitologue français.
- 1970 :
  - Álex Crivillé, ancien pilote de vitesse moto espagnol.
  - Caroline Vis, joueuse de tennis néerlandaise.
- 1971 :
  - Ilya Konovalov, athlète russe spécialiste du lancer de marteau.
  - Satoshi Motoyama, pilote automobile japonais.
- 1972 :
  - Yann Bonato, basketteur français.
  - Pae Gil-su, gymnaste nord-coréen.
  - Nilar Thein, militante birmane.
  - Jos Verstappen, pilote de F1 néerlandais.
- 1973 : Len Wiseman, scénariste américain.
- 1974 :
  - Karol Kučera, joueur de tennis slovaque.
  - Ariel Ortega, footballeur argentin.
- 1975 :
  - Kirsten Bolm, athlète allemande, pratiquant le 100 mètres haies.
  - Ladislav Kohn, joueur professionnel de hockey sur glace tchèque.
  - Évelyne Rompré, actrice québécoise.
  - Hawksley Workman, chanteur et musicien canadien.
- 1976 : Jean-Christophe Hembert, comédien français.
- 1977 :
  - Ana Guevara, athlète mexicaine.
  - Daniel Klewer, footballeur allemand.
- 1978 : Pierre Dagenais, hockeyeur canadien.
- 1979 :
  - Julia de Funès, philosophe française.
  - Geoff Huegill, nageur australien.
  - Viatcheslav Malafeïev, footballeur russe.
- 1980 :
  - Rohan Bopanna, joueur de tennis indien.
  - Omar Bravo, footballeur mexicain.
  - Alex Garcia, basketteur brésilien.
- 1981 :
  - Marie Delattre, kayakiste française.
  - Ariza Makukula, footballeur portugais.
- 1982 : Landon Donovan, footballeur américain.
- 1983 : Yuliya Gushchina, athlète russe, pratiquant le sprint.
- 1984 :
  - Juliette Armanet, chanteuse française.
  - Steve Scott, catcheur canadien.
- 1985 : Felicity Galvez, nageuse australienne.
- 1986 : Alexis Bœuf, biathlète et fondeur français.
- 1987 :
  - Aaron Cel, basketteur franco-polonais.
  - Kévin Igier, joueur professionnel de hockey sur glace français.
- 1988 : Joshua Bowman, acteur britannique.
- 1991 : 
  - Carles Planas, footballeur espagnol.
  - Amixem, youtubeur français.
- 1992 : Erik Lamela, footballeur international argentin.
- 1993 :
  - Maxime Dupé, footballeur français.
  - Bobbi Kristina Brown, chanteuse américaine († 26 juillet 2015).
- 1996 : Antonio Sanabria, footballeur paraguayen.

## Décès

### XIIesiècle
- 1193 : Saladin, prince arabe (° 1138).

### XIIIesiècle
- 1238 : Jeanne d'Angleterre, fille de Jean sans Terre, reine d'Écosse, épouse d'Alexandre II (° 22 juillet 1210).

### XIVesiècle
- 1314 : Jakub Świnka, prélat polonais (° inconnue).
- 1371 : Jeanne d'Évreux, reine de France, veuve de Charles IV (° 1310).

### XVesiècle
- 1484 : Casimir, prince Jagellon de Pologne, saint catholique (° 1458)
- 1496 : Sigismond, archiduc d'Autriche (° 26 octobre 1427).

### XVIesiècle
- 1590 : Nicole de Savigny, noble française, maîtresse de Henri II de France (° 1535).

### XVIIesiècle
- 1615 : Hans von Aachen, peintre allemand (° en 1552).
- 1645 : Matthias Hoë von Hoënegg, théologien luthérien allemand (° 24 février 1580).
- 1672 : Domenico Magri, théologien et littérateur maltais (° 28 mars 1604).

### XVIIIesiècle
- 1705 : Armand-Anne-Tristan de La Baume de Suze, prélat français du XVIIe siècle et du début du XVIIIe siècle.
- 1708 : Henri de Fourcy, prévôt des marchands de Paris (° 1626).
- 1710 : Louis III de Bourbon-Condé, prince français (° (° 14 octobre 1690)..
- 1733 : Claude de Forbin, militaire français (° 6 août 1656).
- 1754 : Léopold-Philippe d'Arenberg, militaire belge, Grand d'Espagne (° 14 octobre 1690).
- 1766 : Joseph Aved, collectionneur, marchand d’art et peintre français (° 12 janvier 1702).
- 1777 : Pierre-Herman Dosquet, ecclésiastique français (° 4 mars 1691).
- 1793 : Louis Jean Marie de Bourbon, amiral français (° 16 novembre 1725).

### XIXesiècle
- 1832 : Jean-François Champollion, égyptologue français (° 23 décembre 1790).
- 1850 : Jean-Nicolas Marjolin, chirurgien français (° 6 décembre 1780).
- 1852 : Nicolas Gogol, écrivain russe (° 1er avril 1809).
- 1853 : Leopold von Buch, géologue allemand (° 26 avril 1774).
- 1858 : Matthew Perry, militaire américain (° 10 avril 1794).
- 1877 : Placide Viel, religieuse française, bienheureuse catholique (° 26 septembre 1815).
- 1886 : 
  - Pierre-Gaston Jourdain, peintre français (° 7 avril 1844).
  - Vicente García González, général cubain (° 23 janvier 1833).
- 1888 : Amos Bronson Alcott, professeur, écrivain et philosophe américain (° 29 novembre 1799).
- 1897 : Henri Pille, peintre et illustrateur français (° 4 janvier 1844).

### XXesiècle
- 1901 : Félix Gras, poète, magistrat et notaire français (° 3 mai 1844).
- 1909 : Alexandre Charpentier, sculpteur, médailleur et ébéniste français (° 1856).
- 1925 :
  - Roger de Barbarin, tireur sportif français, champion olympique en 1900 (° 2 juin 1860).
  - Moritz Moszkowski, compositeur polonais (° 23 août 1854).
- 1934 : 
  - William A. Chanler, militaire, aventurier, homme d'affaires et homme politique américain (° 11 juin 1866).
  - Kin Yamei, médecin, administratrice d'hôpital, éducatrice et experte en nutrition (° 4 avril 1864).
- 1941 : Ludwig Quidde, homme politique allemand, prix Nobel de la paix 1927 (° 23 mars 1858).
- 1942 : Nikólaos Polítis (Corfou , Grèce 1872 - Cannes, 4 mars 1942), diplomate et homme politique grec.
- 1945 : Mark Sandrich, réalisateur, producteur et scénariste américain (° 26 octobre 1901).
- 1948 : 
  - Antonin Artaud, poète, acteur, écrivain et dramaturge français (° 4 septembre 1896).
  - Lucien Rouzet, physicien et inventeur français (° 23 mars 1886).
- 1952 : 
  - Léonce de Joncières, artiste peintre, aquarelliste, illustrateur et poète français (° 14 février 1871).
  - Juana Muller, sculptrice chilienne de la nouvelle École de Paris (° 12 février 1911).
  - Charles Scott Sherrington, physiologiste britannique, Prix Nobel de physiologie ou médecine 1932 (° 27 novembre 1857).
- 1957 : Larbi Ben M'hidi, militant nationaliste algérien, combattant du Front de libération nationale (° 1923).
- 1960 : Leonard Warren, chanteur lyrique américain (° 21 avril 1911).
- 1962 : Zdeněk Chalabala, chef d'orchestre tchèque (° 18 avril 1899).
- 1963 :
  - Édouard Belin, inventeur français (° 5 mars 1876).
  - William Carlos Williams, homme de lettres américain (° 17 septembre 1883).
- 1964 : Edwin August, homme de cinéma américain (° 20 novembre 1883).
- 1966 : Joseph Fields, dramaturge américain, directeur de théâtre, scénariste et producteur de cinéma (° 21 février 1895).
- 1969 : Yves Chataigneau, diplomate français (° 22 septembre 1891).
- 1974 : Herman Leo Van Breda, philosophe belge, moine franciscain (° 28 février 1911).
- 1977 :
  - Nancy Tyson Burbidge, botaniste australienne (° 5 août 1912).
  - Andrés Caicedo, écrivain colombien (° 29 septembre 1951).
  - Lutz Schwerin von Krosigk, homme politique allemand (° 22 août 1887).
- 1980 :
  - Salim Lawzi, journaliste libanais (° 1922).
  - Alfred Plé, rameur français (° 9 janvier 1888).
- 1981 :
  - Odette Barencey, actrice française (° 20 août 1893).
  - E.Y. Harburg, parolier américain (° 8 avril 1896).
- 1982 : Dorothy Eden, romancière et nouvelliste britannique d'origine néo-zélandaise (° 3 avril 1912).
- 1986 :
  - Howard Greenfield, compositeur et parolier américain (° 15 mars 1936).
  - Richard Manuel, chanteur, instrumentiste et compositeur canadien du groupe The Band (° 3 avril 1943).
- 1987 : Georges Arnaud, écrivain, journaliste et militant politique français (° 16 juillet 1917).
- 1990 : Hank Gathers, joueur de basketball américain (° 11 février 1967).
- 1992 : Mary Osborne, guitariste de jazz américaine (° 17 juillet 1921).
- 1993 : Georgette Anys, actrice française (° 15 juillet 1909).
- 1994 :
  - John Candy, acteur canadien (° 31 octobre 1950).
  - Chris Seydou, grand couturier malien (° 18 mai 1949).
- 1995 : Eden Ahbez, auteur et compositeur américain (° 15 avril 1908).
- 1996 : Minnie Pearl, chanteuse, actrice et humoriste américaine (° 25 octobre 1912).
- 1997 :
  - Roger Brown, basketteur américain (° 22 mai 1942).
  - Robert Henry Dicke, physicien américain (° 6 mai 1916).
  - Édouard Klabinski, coureur cycliste polonais (° 7 août 1920).
  - Carey Loftin, cascadeur américain (° 31 janvier 1914).
  - Jean Mézard, homme politique français (° 17 juin 1904).
  - Paul Préboist, acteur français (° 21 février 1927).
- 1998 :
  - Guy Allombert, critique de cinéma et journaliste français (° 21 février 1929).
  - Jules-Fontaine Sambwa Pida Nbangui, économiste et homme politique congolais (° 12 novembre 1940).
- 1999 :
  - Philippe Demers, vétérinaire et homme politique québécois (° 28 avril 1919).
  - Fritz Honegger, homme politique suisse (° 25 juillet 1917).

### XXIesiècle
- 2001 : Jean Bazaine, peintre français (° 21 décembre 1904).
- 2002 : Velibor Vasović, footballeur puis entraîneur yougoslave (° 3 octobre 1939).
- 2003 :
  - Bernard Clémentin, militaire et acteur français (° 18 janvier 1926).
  - Sébastien Japrisot, écrivain et scénariste français (° 4 juillet 1931).
- 2004 :
  - Régis Chenut, musicien français (° 15 juin 1936).
  - Jean-Pierre Garen, médecin et écrivain français (° 10 novembre 1932).
  - Claude Nougaro, chanteur français (° 9 septembre 1929).
  - Jean-Pierre Vigier, physicien français (° 16 janvier 1920).
- 2005 : José Bayo, footballeur espagnol (° 8 décembre 1917).
- 2006 :
  - Pierre Huguenard, médecin français (° 2 novembre 1924).
  - Georges Penchenier, journaliste français (° 5 octobre 1919).
- 2007 :
  - Noël Copin, journaliste français (° 22 décembre 1929).
  - Thomas Eagleton, homme politique américain (° 4 septembre 1929).
  - Jozef Schils, cycliste belge (° 4 septembre 1931).
- 2008 :
  - Gary Gygax, écrivain et concepteur de jeux de rôle américain (°27 juillet 1938).
  - Leonard Rosenman, compositeur américain (° 7 septembre 1924).
- 2009 :
  - Patricia De Martelaere, écrivain flamande (° 16 avril 1957).
  - Bruno Étienne, sociologue et politologue français (° 6 novembre 1937).
  - Horton Foote, homme de cinéma américain (° 14 mars 1916).
  - Salvatore Samperi, réalisateur italien (° 26 juillet 1944).
- 2010 :
  - Vladislav Ardzinba, président de l'Abkhazie (° 14 mai 1945).
  - Nan Martin, actrice américaine (° 15 juillet 1927).
  - Jacques Marseille, historien et économiste français (° 15 octobre 1945).
- 2011 :
  - Krishna Prasad Bhattarai, homme politique népalais (° 13 décembre 1924).
  - Charles Jarrott, réalisateur et scénariste britannique (° 16 juin 1927).
  - Johnny Preston (en), chanteur américain (° 18 août 1939).
  - Mikhaïl Simonov, concepteur russe d'avions produits par Soukhoï (° 19 octobre 1929).
  - Simon van der Meer, physicien néerlandais, prix Nobel de physique en 1984 (° 24 novembre 1925).
- 2012 :
  - Maurice De Muer, coureur cycliste français (° 4 octobre 1921).
  - Didier Destal, psychiatre français (° 1949).
- 2013 : 
  - Jérôme Savary, acteur, metteur en scène, directeur de théâtre et de théâtre musical français (° 27 juin 1942).
  - Denise Vernay née Denise Jacob, l'une des sœurs aînées de Simone Veil, elle-même résistante française, déportée, rescapée puis témoin (° 21 juin 1924).
- 2014 : Dominique Sourdel, historien français spécialiste de l'Islam médiéval (° 1921).
- 2016 : 
  - Patrick Floersheim : acteur de doublage vocal français (° 23 mars 1944).
  - Purno Agitok Sangma (पी॰ ए॰ संगमा), homme politique indien (° 1er septembre 1947).
- 2017 : Jean-Christophe Averty, animateur et réalisateur de radio et de télévision français (° 6 août 1928).
- 2018 : Davide Astori, footballeur italien (° 7 janvier 1987).
- 2019 :
  - Christian Alers, acteur français (° 21 juillet 1922).
  - Ted Lindsay, joueur de hockey sur glace professionnel canadien (° 29 juillet 1925).
  - Luke Perry, acteur américain (° 11 octobre 1966).
  - Jean Starobinski, historien des idées, théoricien de la littérature et médecin psychiatre suisse (° 17 novembre 1920).
- 2020 : Javier Pérez de Cuéllar, homme politique et diplomate péruvien (° 19 janvier 1920).
- 2021 :
  - Phil Chisnall, footballeur britannique (° 27 octobre 1942).
  - Roger Coekelbergs, chimiste belge (° 20 février 1921).
  - Marcel Courthiade, linguiste français (° 2 août 1953).
  - Barbara Ess, photographe et musicienne américaine (° 4 avril 1944).
  - Paulette Guinchard-Kunstler, femme politique française (° 3 octobre 1949).
  - Zygmunt Hanusik, cycliste sur route polonais (° 28 février 1945).
  - Monique Isnardon (née Simone), première femme cheffe monteuse de cinéma en France devenue centenaire (° vers 1920 ou 1919)[6].
  - Moses McCormick, youtubeur américain (° 12 mars 1981).
  - Mark Pavelich, joueur américain de hockey sur glace (° 28 février 1958).
  - Francis Van den Eynde, homme politique belge (° 1er avril 1946).
- 2022 : 
  - Guido Anzile, coureur cycliste italien puis français (° 26 septembre 1928).
  - Anne Beaumanoir, résistante, Juste parmi les nations, médecin neurophysiologiste et militante française (° 30 octobre 1923).
  - Rod Marsh, joueur de cricket australien (° 4 novembre 1947).
- 2023 :
  - Heinz Baumann, acteur allemand (° 12 février 1928).
  - Jacques Boigelot, réalisateur belge (° 23 août 1929).
  - Gabriel Coscas, ophtamologue et professeur émérite français (° 1er mars 1931).
  - Judith Heumann, militante américaine des droits des personnes handicapées (° 18 décembre 1947).
  - Pál Sarkozy, artiste peintre et publicitaire franco-hongrois, père du président Nicolas Sarkozy (° 5 mai 1928).
  - János Rácz, basketteur international hongrois (° 3 août 1941).
  - Gilberte Rivet, actrice française (° 15 septembre 1926).
  - Jean-Michel Rosenfeld, homme politique français (° 5 mars 1934).
  - Leo Sterckx, coureur cycliste belge (° 16 juillet 1936).
- 2024 :
  - Barbara Balzerani, terroriste, écrivaine et militante politique italienne, ancienne membre des Brigades rouges (° 16 janvier 1949).
  - Maurice Bembridge, golfeur britannique (° 21 février 1945).
  - Jean-Pierre Bourtayre, compositeur français (° 31 janvier 1942).
  - Michael Jenkins, réalisateur, scénariste et producteur australien (° 1946).
  - Lewis Jones, joueur international de rugby à XV gallois (° 11 avril 1931).
  - Paryse Martin, artiste canadienne (° 1959).
  - Ramón Masats, photographe espagnol (° 17 mars 1931).
  - Kees Rijvers, footballeur international néerlandais (° 27 mai 1926).
  - Félix Sabal-Lecco, batteur franco-camerounais (° 1959).
  - B.B. Seaton, chanteur et producteur de ska et de reggae jamaïcain (° 3 septembre 1944).
  - Juan Verduzco, acteur mexicain (° 28 janvier 1946).

## Célébrations

### Internationale
- Journée internationale :
  - Journée mondiale de lutte contre l'exploitation sexuelle[réf. souhaitée].
  - Journée mondiale de l'obésité

### Nationales
- États-Unis : Inauguration Day / journée de l'inauguration fêtée de 1798 à 1933, et aujourd'hui les 20 janvier.
- Ontario (Canada) : St. Thomas Charter Day / journée de la charte de St. Thomas ratifiée en 1881.
- Pennsylvanie (États-Unis) : Charter Day / journée de la charte commémorant l'acte de cession de la colonie de Pennsylvanie à son fondateur quaker d'origine irlandaise William Penn.
- Vermont (États-Unis) : Admission Day / journée de l'admission au sein de la confédération des États-Unis).

### Religieuse
- Bahaïsme : troisième jour du mois de l'élévation / ‘alá’' consacré au jeûne dans le calendrier badí‘.
- Pologne : fête patronale du pays dans les milieux catholiques (via Saint Casimir ci-dessous/-dessus).

### Saints des Églises chrétiennes

#### Saints des Églises catholiques et orthodoxes
- Adrien d'Écosse († 875), évêque de Saint Andrews et martyr sur l'île de May.
- Appien de Comacchio († 800), ermite bénédictin à Comacchio.
- Basile, Ephrem, Capiton, Eugène, Euthère, Elpidias et Agathodore († IVe siècle), apôtres de la Crimée - Martyrs.
- Basin de Trèves (de) († 700), évêque de Trèves.
- Félix de Rhuys († 1038), moine.
- Gérasime du Jourdain († 475), anachorète ami d'un lion. (fête le 5 mars en Occident).
- Julienne, Codrat, Acace et Stratonique († IIIe siècle), martyres.
- Léodovald d'Avranches († 614), évêque d'Avranches.
- Owin († vers 680), moine à Lichfield, disciple de saint Chad de Mercie (Ceadd).
- Photius († IVe siècle), Archélaüs, Quirin et 17 autres martyrs en Bithynie.

#### Saints et bienheureux des Églises catholiques
- Anne de Jésus († 1621), bienheureuse religieuse carmélite espagnole.
- Casimir Jagellon de Pologne († 1484), roi et patron de la Pologne.
- Christopher Bales († 1590), bienheureux prêtre anglais ; Nicolas Horner, laïc et Alexandre Blake, martyrs à Londres.
- Jean-Antoine Farina († 1888), évêque italien et fondateur des sœurs de Sainte-Dorothée.
- Humbert III de Savoie († 1189), bienheureux comte de Savoie.
- Louise-Élisabeth de Lamoignon († 1825), bienheureuse laïque française fondatrice des sœurs de la Charité de Saint-Louis.
- Miecislas Bohatkiewicz (pl) († 1942), Ladislas Mackowiak (pl) et Stanislas Pyrtek (pl), prêtres martyrs à Berezwecz (pl).
- Pierre de Cava († 1123), abbé italien.
- Placide Viel († 1877), bienheureuse religieuse française supérieure des sœurs de Sainte Marie-Madeleine Postel.
- Roméo de Lucques († XIVe siècle), bienheureux religieux carme et pèlerin.
- Zoltán Meszlényi († 1951), bienheureux évêque hongrois martyr par le régime communiste soviétique à Kistárcsa.

#### Saints des Églises orthodoxes(aux dates parfois"juliennes"/ orientales)
- Daniel de Moscou († 1303), fondateur du monastère Saint-Daniel (Danilov).
- Gérasime (ru) († 1178), Gérasime de Vologda, hiéromoine.

### Prénoms du jour
Bonne fête aux Casimir et ses variantes : Casimiro, Casimo, Kasimir, Kazimir, Kazimierz, etc. (voir Cosimo ? Cf. saint Côme).

## Traditions et superstitions

### Dictons
- « De saint-Casimir, la douceur fait peur aux jardiniers et aux laboureurs. »[7]
- « Pour saint-Adrien, le froid nous dit : je suis là, moi ! »[8]
- « S’il fait sec et chaud à la saint-Roméo, garde du foin pour tes chevaux.» (25 février).
- « Souvent à la saint-Adrien, gelée ne gèle que les mains. »[9]
  - et
- « Souvent à la saint-Adrien, le froid mord le bout des doigts. »

### Astrologie
- Signe du zodiaque : 14e jour du signe astrologique des poissons (15e en cas d'année bissextile).

## Toponymie
- Les noms de plusieurs voies, places, sites ou édifices de pays ou régions francophones contiennent cette date sous diverses graphies : voir Quatre-Mars .